# Lamia (Grecia)
Lamìa (in greco Λαμία?)  è un comune della Grecia situato nella periferia della Grecia Centrale (unità periferica della Ftiotide) con 74939 abitanti secondo i dati del censimento 2001.
A seguito della riforma amministrativa detta Programma Callicrate in vigore dal gennaio 2011 che ha abolito le prefetture e accorpato numerosi comuni, la superficie del comune è ora di 947 km² e la popolazione è passata da 58601 a 74939 abitanti.

## Storia
L'origine mitologica del nome è da correlarsi a Lamia, figlia del dio Poseidone. Già abitata dal V millennio a.C., la città fu menzionata la prima volta dopo il terremoto del 424 a.C., all'epoca in cui era un'importante base spartana. Vi fu assediato Antipatro durante la guerra lamiaca del 323 a.C.
Dal IX secolo la città assunse il nome di Zetonia (Ζητούνι), latinizzato in epoca crociata in Cithonia. Mantenne il nome di Zetonia fino all'Ottocento, quando riacquistò l'antico nome di Lamia.

## Geografia fisica
La città sorge nell'entroterra della Grecia Centrale, a metà strada fra Atene e Larissa, ed a circa 60 km da Volos.

## Società

### Evoluzione demografica
| Anno | Popolazione | Variazione %    |
| ---- | ----------- | --------------- |
| 1981 | 41 846      | -               |
| 1991 | 55 445      | +13 599/+32,50% |
| 2001 | 58 601      | +3 156/+5,69%   |

## Amministrazione

### Gemellaggi
- Chioggia[4]
- Rzeszów